# Roberto Rivas (salwadorski piłkarz)
Roberto Rivas González (ur. 17 lipca 1941 w Soyapango, zm. 5 lutego 1972 w San Salvador) – salwadorski piłkarz, reprezentant kraju grający na pozycji obrońcy.

## Kariera klubowa
Roberto Rivas podczas kariery piłkarskiej występował w klubie Alianza San Salvador. Z Alianzą dwukrotnie zdobył Mistrzostwo Salwadoru w 1966 i 1967 oraz Puchar Mistrzów CONCACAF 1967.

## Kariera reprezentacyjna
Roberto Rivas grał w reprezentacji Salwadoru w latach 60. i 70. W 1968 roku wystąpił na Igrzyskach Olimpijskich w Meksyku, gdzie wystąpił w przegranych meczach z Izraelem, Węgrami i zremisowanym z Ghaną. W 1968 i 1969 roku uczestniczył w eliminacjach Mistrzostw Świata 1970. Na Mundialu w Meksyku wystąpił w spotkaniach z ZSRR, Meksykiem i Belgią.